# هوارد بوست
هوارد بوست (بالإنجليزية: Howard Post)‏ هو فنان قصص مصورة أمريكي، ولد في 2 نوفمبر 1926 في نيويورك في الولايات المتحدة، وتوفي في 22 مايو 2010 في هاكينساك في الولايات المتحدة.

## وصلات خارجية
- هوارد بوست على موقع IMDb (الإنجليزية)
- هوارد بوست على موقع قاعدة بيانات الفيلم (الإنجليزية)